# Pabstiella aryter
Pabstiella aryter là một loài thực vật có hoa trong họ Lan. Loài này được (Luer) F.Barros mô tả khoa học đầu tiên năm 2002.